# Escazú
Escazú, oficial San Miguel de Escazú, este un oraș din Costa Rica.